# Christopher Robinson (Rhode Island)
Christopher Robinson, född 15 maj 1806 i Providence, Rhode Island, död 3 oktober 1889 i Woonsocket, Rhode Island, var en amerikansk politiker och diplomat. Han var ledamot av USA:s representanthus 1859-1861.
Robinson utexaminerades 1825 från Brown University. Han studerade sedan juridik och inledde 1833 sin karriär som advokat i Woonsocket. Han tjänstgjorde 1854 som delstatens justitieminister (Rhode Island Attorney General).
Robinson blev invald i representanthuset i kongressvalet 1858 som republikanernas kandidat. Han efterträddes 1861 av William Paine Sheffield. Robinson tjänstgjorde sedan som chef för USA:s diplomatiska beskickning i Peru 1861-1866.
Robinsons grav finns på Oak Hill Cemetery i Woonsocket.